# Gerontha albidicomans
Gerontha albidicomans är en fjärilsart som beskrevs av Sigeru Moriuti 1989. Gerontha albidicomans ingår i släktet Gerontha och familjen äkta malar.
Artens utbredningsområde är Sabah. Inga underarter finns listade i Catalogue of Life.